# Теко (народность)
Теко, фр. Teko (также называемые Emerillon, Emerilon, Emerion, Mereo, Melejo, Mereyo, Teco) — коренной народ Французской Гвианы, говорящий на языке тупи-гуарани, проживающий на берегах рек Камопи и Тампок. По оценкам этнографов, в 2010 году общая численность теко составляла около 410 человек.

## История
Теко составляют одну из шести ныне живущих этнических групп Французской Гвианы, существовавших до колонизации. Более кочевые, чем другие этнические группы в этом районе, теко проживали на разных реках Французской Гвианы в колониальный период (особенно на Апруаге), а совсем недавно они расселились в окрестностях рек Тампок и Марони, недалеко от границы с Суринамом, и у реки Камопи на границе с Бразилией. До этого теко часто перемещались из-за истощения почвы, войн или естественных причин, таких, например, как смерть вождя.
Первый контакт теко с европейцами произошёл в 1767 году, когда племя наткнулось на экспедицию во главе с Патрисом. На тот момент численность теко оценивалась от 350 до 400 человек. Они вели непрерывную войну против индейцев кали'на, которые часто совершали набеги на их территорию. К XIX веку внутренние и межплеменные войны ослабили теко до такой степени, что они были подчинены ваямпи. Межплеменная война закончилась после того, как французское правительство пригрозило военной интервенцией. Боевые действия, наряду с эпидемиями, сильно сократили численность теко. В 1849 году Багот оценил их численность примерно в 100 человек. К концу 1960-х из-за общего улучшения уровня здравоохранения и различных демографических стратегий их число выросло примерно до 400 человек.
В 1960-х годах французское правительство связалось со всеми этническими группами Французской Гвианы, предложив им гражданство. Ваямпи и теко были единственными племенами, отказавшимися от гражданства (ваямпи приняли гражданство лишь в 2000 году). В тот же период французское правительство безуспешно попыталось сосредоточить население в более крупных деревнях. 
В 2012 году теко протестовали против создания национального парка Гвианская Амазония из-за того, что он ограничивал их свободу передвижения.

## Образ жизни
Теко практикуют подсечно-огневое земледелие и дополняют его охотой, собирательством и рыболовством. Многие жители деревни живут в деревянных хижинах с пальмовыми листьями вместо крыш, однако бетонные дома становятся всё более распространёнными.
Племя матрилокальное, то есть муж переезжает в деревню жены. До 1960-х годов всё ещё практиковалась полигамия.

## Язык
Эмерильон — это одноименный термин для их языка, принадлежащего семье тупи-гуарани. Отличительной чертой языка является носовая фонетика. Этот язык по-прежнему передается детям как родной, однако французский, португальский и ваямпи становятся второстепенными языками. В последние десятилетия эмерильон приобрёл много заимствований из лексики европейских языков и считается исчезающим.

## Поселения
Теко составляют меньшинство в следующих деревнях уаяна:    
- Антекумe Пата
- Элахе
- Кайоде

Теко составляют меньшинство в следующих деревнях ваямпи:
- Камопи
- Труа Со